# NGC 688
NGC 688 est une galaxie spirale intermédiaire (ou barrée ?) située dans la constellation du Triangle. NGC 688 a été découverte par l'astronome prussien Heinrich d'Arrest en 1865.

## Caractéristiques
Sa vitesse par rapport au fond diffus cosmologique est de 3 893 ± 18 km/s, ce qui correspond à une distance de Hubble de 57,4 ± 4,0 Mpc (∼187 millions d'al).
À ce jour, 14 mesures non basées sur le décalage vers le rouge (redshift) donnent une distance de 59,457 ± 7,436 Mpc (∼194 millions d'al), ce qui est à l'intérieur des valeurs de la distance de Hubble.
La classe de luminosité de NGC 688 est II et elle présente une large raie HI. C'est aussi une galaxie à sursauts de formation d'étoiles. NGC 688 est une galaxie dont le noyau brille dans le domaine de l'ultraviolet. Elle est inscrite dans le catalogue de Markarian sous la cote Mrk 1009 (MK 1009).
En raison d'une brillance de surface égale à 14,09 mag/am2, on peut qualifier NGC 688 de galaxie à faible brillance de surface (LSB en anglais pour low surface brightness). Les galaxies LSB sont des galaxies diffuses (D) avec une brillance de surface inférieure de moins d'une magnitude à celle du ciel nocturne ambiant.

## Groupe d'UGC 1344
NGC 688 fait partie du groupe d'UGC 1344. Outre UGC 1344, ce groupe comprend au moins 7 autres galaxies. Deux autres galaxies du catalogue NGC font partie de ce groupe, NGC 700 et NGC 714. 